# Carlo Cerutti
Carlo Cerutti (1965) è un ex sciatore alpino italiano.

## Biografia
Discesista puro originario di Sanremo, Cerutti debuttò in campo internazionale in occasione dei Mondiali juniores di Sestriere 1983, dove si piazzò 23º, e in Coppa Europa nella stagione 1985-1986 fu 5º nella classifica di specialità; non prese parte a rassegne olimpiche né ottenne piazzamenti in Coppa del Mondo o ai Campionati mondiali.

## Palmarès

### Coppa Europa
- Miglior piazzamento in classifica generale: 16º nel 1986